# Roger Alleman
Pour les articles homonymes, voir Alleman.
Roger Alleman est un footballeur français né le 11 décembre 1959 à Meknès. Il est défenseur.

## Biographie
Roger Alleman a disputé 12 matchs en Division 1 sous les couleurs de Montpellier.